# Victory (Running-Wild-Album)
Victory ist ein 2000 erschienenes Studioalbum der deutschen Heavy-Metal-Band Running Wild und das insgesamt elfte Album der Band. Nach den beiden Vorgängern „Masquerade“ und „The Rivalry“ bildet es den Abschluss der Trilogie über das Thema „Gut und Böse“. Außerdem ist es das erste Album der Band seit 1987, das sich textlich nicht mit Piraterie und Freibeutertum auseinandersetzt.

## Entstehung
Nach den Aufnahmen zum vorigen Album „The Rivalry“ verließ Schlagzeuger Jörg Michael die Band. Auf der Tournee wurde er zunächst vom damaligen Rage-Drummer Christos Efthimiadis vertreten, wirkte jedoch an der Albenproduktion zu „Victory“ nicht mehr mit. Abgesehen von Michaels Ausstieg fand keine Umbesetzung der Band mehr statt.
Die Aufnahmen fanden wie schon beim Vorgänger im Horus Sound Studio unter der Leitung von Gerhard Wölfle statt. Das Mastering lag erneut in den Händen von Rainer Holst und wurde in den Staccato Studios durchgeführt. Ebenso wurde Gitarrist und Sänger Rolf „Rock ’n’ Rolf“ Kasparek wieder als Musikproduzent genannt.
Für Irritationen sorgte die Nennung eines gewissen Angelo Sasso als Schlagzeuger. Im Booklet wurde „All drums by Angelo Sasso“ geschrieben, anstatt wie üblich den Namen des Musikers zu nennen, gefolgt von einer stichpunktartigen Nennung des Instruments. Zudem tauchte Sasso in der Dankesliste mit der unklaren Formulierung „Angelo for hitting fast, hard and often“ auf, während der spätere Band-Schlagzeuger Matthias Liebetruth „for special Hi-Hat-Overdubs“ dort erwähnt wurde. Dies im Zusammenhang mit dem als klinisch empfundenen Schlagzeugsound auf dem Album sorgte für Spekulationen, ob es sich bei Sasso in Wirklichkeit um einen Drumcomputer handeln könne. Rolf Kasparek betonte dagegen immer wieder, bei Sasso handele es sich um einen alten Freund, der aber lieber anonym und der Metalszene fernbleiben wolle. Eine gelegentlich auch von Skeptikern geäußerte Möglichkeit ist die, dass es sich bei Angelo Sasso um das Pseudonym der Person handelt, die den Drumcomputer programmiert hat.
Das Albencover zeigt eine Flagge, die bereits auf dem Titel des Vorgängeralbums abgebildet wurde und dort das „Gute“ symbolisierte, mit der Aufschrift „Victory“ auf einem schwarzweiß karierten Untergrund. Auf der CD selber ist die Kappe eines Husaren abgebildet, im Booklet werden verschiedene historische Orden und Auszeichnungen gezeigt.
Das Album erschien Anfang 2000 auf GUN Records als CD und limitiertes Digipack, das als Bonus ein Poster enthielt. Eine weitere Veröffentlichung fand das Album 2003 als Bestandteil einer 3CD-Box mit dem Titel „The Legendary Tales“, welches außerdem die Alben „The Rivalry“ und „The Brotherhood“ enthielt. Hier war das Album zwar im Digipack, aber ohne Booklet und Poster enthalten.
Eine Tournee zum Album fand im März 2000 ausschließlich in Deutschland und zusammen mit Iron Savior statt. Im Sommer traten Running Wild aber auf renommierten Open-Air-Festivals (Sweden Rock, Bang Your Head, Rock Machina, Powermad) auf.

## Titelliste
1. Fall of Dorkas – 5:16
2. When Time Runs Out – 5:16
3. Timeriders – 4:22
4. Into the Fire – 4:55
5. Revolution – 2:56
6. The Final Waltz – 1:19
7. Tsar – 7:07
8. The Hussar – 4:03
9. The Guardian – 5:07
10. Return of the Gods – 5:29
11. Silent Killer – 4:43
12. Victory – 4:49

Alle Texte und mit wenigen Ausnahmen auch alle Lieder stammen von Rock 'n' Rolf. Thilo Herrmann komponierte „The Final Waltz“ und „Return of the Gods“. „Revolution“ ist eine Beatles-Coverversion und wurde von John Lennon und Paul McCartney geschrieben.

## Bedeutungen einiger Lieder
- „Revolution“ ist als Beatles-Song erst die zweite auf einer offiziellen Veröffentlichung erschienene Coverversion der Band. Die erste war „Genocide“, im Original von Thin Lizzy und 1991 auf der Single „Little Big Horn“ veröffentlicht.
- „The Final Waltz“ ist ein kurzes Instrumentalstück im Walzertakt.
- „Tsar“ handelt von der Oktoberrevolution und dem Ende des Zarentums in Russland 1917. Nach dem Lied „War and Peace“ vom Vorgängeralbum ist es bereits das zweite Lied in Folge, auf dem Melodien und Instrumente (Balalaika) russischer Volksmusik verwendet werden.
- „The Hussar“ beschreibt einen typischen Kavallerieangriff des 18. Jahrhunderts und ist benannt nach den Husaren.

## Rezeption
Unmittelbar wurde das Album in der Kritik gut bewertet. Im Rock Hard vergab Götz Kühnemund an das Werk 8,5/10 Punkten, kritisierte aber das überwiegend mittelschnelle Tempo der Lieder und stellte auch die Frage nach einem möglichen Drumcomputer. Das Webzine powermetal.de betonte, das Album biete genau das, was die Fans von der Band erwarten würden, was durch die Wiedergabe eines Gags von J.B.O. („Running Wild spielen Running Wild“) auf den Punkt gebracht wurde.
Auf der 2006 veröffentlichten Best of „Best of Adrian“, welche die Lieder aus der Zeit von Running Wild bei GUN Records zusammenfasst, finden sich von „Victory“ die Lieder „Victory“ und „Tsar“.

## Chartplatzierungen
In den deutschen Albencharts erreichte das Album Platz 26 und blieb insgesamt vier Wochen in den Charts. In den schwedischen Charts erreichte das Album Platz 52.
| ChartsChartplatzierungen | Höchstplatzierung | Wochen |
| ------------------------ | ----------------- | ------ |
| Deutschland (GfK)        | 26 (4 Wo.)        | 4      |